# Dicranomyia (Idioglochina) perkinsiana
Dicranomyia (Idioglochina) perkinsiana is een tweevleugelige uit de familie steltmuggen (Limoniidae). De soort komt voor in het Australaziatisch gebied.